# 佐藤一雄 (工学者)
佐藤 一雄（さとう かずお、1948年 - ）は、日本の機械工学者。名古屋大学名誉教授。元精密工学会副会長。精密工学会賞、文部科学大臣表彰科学技術賞等受賞。

## 人物・経歴
1970年横浜国立大学工学部機械工学科卒業、日立製作所入社、中央研究所機械研究所入所。1982年東京大学工学博士。1994年名古屋大学工学部マイクロシステム工学専攻教授。2006年東京工業大学精密工学研究所極微メカノプロセス研究部門客員教授、日本機械学会理事。2010年精密工学会副会長。2012年名古屋大学退職、名古屋大学名誉教授、愛知工業大学工学部教授、日本機械学会マイクロナノ工学部門初代部門長。2014年横浜国立大学監事。

## 編著
- 『創造性モノづくり実習マニュアル : 大学版』名古屋大学創造性モノづくり教育研究会 2007年

## 受賞
- 日本塑性加工学会 論文賞 1986[4]
- 精密工学会 技術賞 1989[4]
- 計測自動制御学会 論文賞 1994[4]
- 日本機械学会 東海支部賞 アントレプレナ-賞 1999[4]
- 日本機械学会 フェロー 2003[4]
- 電気学会 上級会員 2006[4]
- 電気学術振興賞（著作賞） 2007[4]
- 日本機械学会創立110周年記念功労賞 2007[4]
- 文部科学大臣表彰 科学技術賞 2009[4]
- 精密工学会 フェロー 2009[4]
- 日本機械学会2009年度船井特別賞 2010[4]
- 日本工学教育協会 著作賞 2010[4]
- 精密工学会賞 2017[2]